# Agnorhiza bolanderi
Agnorhiza bolanderi là một loài thực vật có hoa trong họ Cúc. Loài này được (A.Gray) W.A.Weber mô tả khoa học đầu tiên năm 1999.